# RS-820
Pour les articles homonymes, voir Route 820.
La RS-820 est une route locale du Nord-Ouest de l'État du Rio Grande do Sul reliant la municipalité de Redentora à celle de Braga, la RS-317 à la RS-518. Elle est longue de 13,050 km.